# شيرلي فلمنج
شيرلي فلمنج (بالإنجليزية: Shirley Fleming)‏ هي صحفية أمريكية، ولدت في 1929، وتوفيت في 10 مارس 2005.

## وصلات خارجية
- شيرلي فلمنج على موقع ميوزك برينز (الإنجليزية)
- شيرلي فلمنج على موقع ديسكوغز (الإنجليزية)